# Малиба, Фредерик Кибасса
Фредерик Кибасса Малиба (фр. Frédéric Kibassa Maliba; 28 декабря 1939, Элизабетвиль — 5 апреля 2003, Брюссельский столичный регион) — конголезский государственный и политический деятель. Занимал должность министра горнодобывающей промышленности при президенте Лорана-Дезире Кабилы. В июне 2000 года его обвинили в хищении государственных средств.

## Биография
Родился 28 декабря 1939 года недалеко от Лубумбаши в провинции Катанга. Посещал начальную и среднюю школу в своём родном городе. Затем учился в Университете Конго в Лубумбаши. После окончания учёбы занялся политической карьерой. С 1965 по 1966 год был министром образования провинции Катанги. Был избран депутатом Лубумбаши в 1970 году и снова в 1975 году. В 1979 году был назначен государственным комиссаром по спорту и отдыху.
В ноябре 1980 года был среди тринадцати членов парламента, подписавших открытое письмо президенту республики, документ из десяти пунктов, в котором перечислялись коррупция и злоупотребления властью, а также звучал призыв к легализации второй политической партии. Тринадцать подписавшихся были арестованы и лишены мест в парламенте. Он был одним из основателей «Союза за демократию и социальный прогресс» (UDPS) в 1982 году и стал первым председателем этой партии. Будучи председателем UDPS, в 1987 году вошёл в правительство президента Мобуту Сесе Секо. Затем был назначен министром молодёжи и спорта.
В 1991 году UDPS раскололась на две фракции, одну возглавил Этьен Чисекеди, а другую — Фредерик Кибасса Малиба. В октябре 1991 года был председателем «Союза священной радикальной оппозиции» (USOR), который был сформирован в 1991 году как коалиция оппозиционных групп, в которую входила и UDPS. В январе 1993 года войска элитной президентской специальной дивизии совершили ракетный обстрел дома семьи Кибассы Малибы. Его 28-летний сын Бертос был убит, а другие члены семьи тяжело ранены. В июне 1994 года солдаты обстреляли людей, собравшихся перед его домом. По состоянию на 1994 год все ещё был председателем USOR и лидером оппозиционной UDPS.
В конце Первой конголезской войны в мае 1997 года, Мобуту Сесе Секо бежал из страны, а к власти пришел Лоран-Дезире Кабила, который назначил Кибассу Малибу заместителем министра горнодобывающей промышленности в ноябре 1997 года. В то время он был лидером UDPS/Кибасса. По словам людей, близких к Этьену Чисекеди, это была одна из партий, признанных правительством Кабилы, как сообщается, с целью снизить авторитет фракции UDPS/Чисекеди. Представитель фракции Этьена Чисекеди ложно обвинил партию Кибассы Малибы в том, что она является филиалом государственной партии АФДЛ/КПФ.
В 1998 году ассоциация Prospectors & Developers Association of Canada и Министерство международных дел Канады совместно спонсировали, при участии Джо Кларка, визит Кибассы Малибы в качестве министра горнодобывающей промышленности ДР Конго для встречи в Торонто. Во время своей поездки в Канаду он также должен был встретиться с представителями канадских неправительственных организаций в монреальском офисе канадской инжиниринговой фирмы AtkinsRéalis. Однако, как сообщается, эта встреча была отменена министерством иностранных дел Канады после протестов десятков представителей запрещенной конголезской оппозиционной партии UDPS/Чисекеди.
Скончался от сердечного приступа в Брюсселе 5 апреля 2003 года после продолжительной болезни. В знак признания его вклада в политическую и социальную жизнь Демократической Республики Конго в его честь был назван второй по величине футбольный стадион. «ТП Мазембе» выступает на этом футбольном стадионе имени Фредерика Кибассы Малибы.